# Bassé (Békuy)
Pour les articles homonymes, voir Bassé.
Bassé est un village du département et la commune rurale de Békuy, situé dans la province du Tuy et la région des Hauts-Bassins au Burkina Faso.

## Géographie

### Situation et environnement
Bassé se trouve à environ 22 km au nord-est de Békuy, à la frontière de la région voisine de la Boucle du Mouhoun.

### Démographie
- En 2006, le village comptait 3 483 habitants recensés[1].

## Santé et éducation
Bassé accueille un centre de santé et de promotion sociale (CSPS).